# Локе (Стража)
Локе (словен. Loke) је насељено место у општини Стража, регија Југоисточна Словенија, Словенија.

## Историја
До територијалне реорганизације у Словенији биле су у саставу старе општине Ново Место.

## Становништво
У попису становништва из 2011. године, Локе су имале 54 становника.
| Број становника према пописима | Број становника према пописима | Број становника према пописима |
| ------------------------------ | ------------------------------ | ------------------------------ |
| 1991                           | 2002                           | 2011                           |
| 63                             | 61                             | 54                             |